# Windows To Go

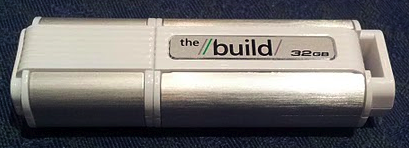
Pendrive com Windows To Go

Windows To Go ("Windows para levar") é uma opção do Windows 8 que permite executar um sistema a partir de um drive USB, incluindo memória USB (USB Flash drive) ou um disco rígido externo.

## História
Em Abril de 2011, depois do vazamento do código fonte do Windows 8 build 7850, alguns utilizadores notaram a inclusão de um programa chamado "Portable Workspace Creator", indicando que seria um programa com o intuito de criar sistemas Live USB.
Mais tarde, em Setembro de 2011, a Microsoft anunciou o Windows To Go na conferência BUILD, e distribuiu pendrives com o Windows To Go pré-instalado.

## Segurança
Como medida de segurança, para prevenir a perda de dados, o Windows 8 "congela" se a drive USB for removida. Se a drive é reinserida nos próximos 60 segundos o sistema continua a funcionar normalmente, caso contrário, o computador é desligado. Também é possível encriptar os dados de uma drive Windows To Go com a tecnologia BitLocker.

## Drives USB oficialmente suportadas
As seguintes drives USB são oficialmente suportadas:
- IronKey Workspace W500
- IronKey Workspace W300
- Kingston DataTraveler Workspace
- SPYRUS Portable Workplace
- SPYRUS Secure Portable Workplace (with Hardware Encryption)
- Spyrus Worksafe
- Spyrus Worksafe Pro
- SuperTalent Express RC4
- SuperTalent Express RC8
- Western Digital My Passport Enterprise[ligação inativa]

## Detalhes técnicos
Segundo a Microsoft, um drive Windows To Go poder ser criada com o programa ImageX.
Windows To Go suporta USB 2.0 e USB 3.0 e funciona em BIOS e UEFI.